# Sibbaldia micropetala
Sibbaldia micropetala är en rosväxtart som först beskrevs av David Don, och fick sitt nu gällande namn av Hand.-mazz.. Sibbaldia micropetala ingår i släktet dvärgfingerörter, och familjen rosväxter. Inga underarter finns listade i Catalogue of Life.